# Мост Малабади
Мост Малабади (тур. Malabadi Köprüsü, курд. Pira Malabadê) — каменный арочный мост через реку Батман недалеко от города Сильван на юго-востоке Турции. Строительство началось в 1146/47 г. в период правления Артукидов и, по-видимому, было завершено примерно к 1154 году (549 год хиджры). Мост был заказан Хусамом ад-Дином Тимурташем из Мардина, сыном Ильгази и внуком Артук-бея.

## История
По словам местного историка XII века Ибн аль-Азрака аль-Фарики, современный мост заменил старый мост, который был построен в 668/69 г. (48 г. хиджры) и рухнул в 1144 г. (539 г. хиджры). Несоответствия между двумя сохранившимися рукописными копиями отчёта Ибн аль-Азрака затрудняют окончательную идентификацию моста Малабади как того, который он называет мостом Караман или Акраман. Тем не менее, многие аспекты его географического описания и исторического отчёта подтверждают эту идентификацию.
Ибн аль-Азрак отмечает, что строительство нынешнего моста было инициировано артукидским правителем Майафарикина и Мардина ас-Саидом Хусамом ад-Дин Темур-Ташем в 1146/47 г. (541 г. хиджры) под руководством аз-Захида бин аль-Тавила. После того, как аз-Захид построил восточную опору моста, тот был разрушен наводнением. Аз-Захид был наказан за некачественное исполнение и заменён Амиром Саифом ад-Дином Ширбариком Маудудом бин Али (бин Альп-Яруком) бин Артуком. Ширбарик возобновил работы под руководством Абуль-Хайра бин аль-Хакима аль-Фасула, который использовал в строительстве массивные бревна. К 1153 году мост был почти закончен. Однако на момент смерти Хусама ад-Дина Темур-Таша 18 января 1154 года арка ещё не была завершена. Его преемник, Наджм ад-Дин Альпи, приступил к завершению строительства моста, и, хотя работы снова были прерваны наводнением, «построил и отремонтировал его и завершил соединение арки».
Французский историк архитектуры Альбер Габриэль и эпиграфист Жан Соваже посетили мост в 1932 году, и Соваже обнаружил надпись от имени Темур-Таша с 542 годом хиджры (1147/48), что, возможно, соответствует началу второго строительства Ширбариком.
Мост был восстановлен в конце двенадцатого века и в начале 20 века. Когда-то это был единственный мост через реку в этом районе, и он постоянно использовался до 1950-х годов, когда вверх по течению был построен новый автомобильный мост.
Пролёт моста проходит перпендикулярно реке, но проезжая часть проходит под углом к реке, поэтому на восточном и западном подходах имеются угловые изломы. Подходы поднимаются от уровня земли к центральному пролёту, который представляет собой стрельчатую арку, возвышающуюся над самой глубокой частью реки. Построенные из цветной сплошной кладки подходы имеют встроенные в них небольшие арки для пропуска паводковых вод. Две опоры моста стоят в реке; западная опора украшена двумя резными фигурами, стоящей и сидящей. Мост 150 м в длину и 7 м в ширину, 19 м в высоту и основной пролёт 38.6 м. На проезжей части есть две платные будки, по одной с каждой стороны основного пролёта. Пазухи сводов главной арки включают в себя небольшие комнаты для утомлённых путешественников.
В 2016 году мост был внесён в предварительный список объектов всемирного наследия ЮНЕСКО в Турции.